# Pečje
Pečje je naselje v Občini Sevnica.